# Live at Budokan: Bonez Tour
Live at Budokan: Bonez Tour — DVD Аврил Лавин с видеозаписью её второго тура Bonez Tour, выпущенный в 2005 году. Он был выпущен только в Японии.

## Список композиций
1. «He Wasn’t»
2. «My Happy Ending»
3. «Take Me Away»
4. «Freak Out»
5. «Unwanted»
6. «Anything But Ordinary»
7. «Who Knows»
8. «I’m With You»
9. «Losing Grip»
10. «Together»
11. «Forgotten»
12. «Tomorrow»
13. «Nobody’s Home»
14. «Fall to Pieces»
15. «Don’t Tell Me»
16. «Sk8er Boi»
17. «Complicated»
18. «Slipped Away»
19. «Behind the Scenes» (1.57)

## Хронология релизов
| Страна | Издание          | Дата            | Лейбл     |
| ------ | ---------------- | --------------- | --------- |
| Япония | Standart         | 7 декабря, 2005 | BMG Japan |
| Япония | Limited Pressing | 26 ноября, 2008 | BMG Japan |

## Продажи
| Страна | Продажи  | Сертификации |
| ------ | -------- | ------------ |
| Япония | 150,000+ | Золотой      |
| В мире | 150,000+ | Золотой      |

## Награды
| Год  | Награда                | Номинация       | Результат |
| ---- | ---------------------- | --------------- | --------- |
| 2006 | Japan Gold Disc Awards | Лучший DVD года | Победа    |